# Elizabeth Maitland
Vous lisez un « article de qualité » labellisé en 2025.
Pour les articles homonymes, voir Tollemache et Maitland.
Elizabeth Maitland, duchesse de Lauderdale, ou Elizabeth Tollemache (de son 1er mariage), née Murray, Lady Dysart, le 28 septembre 1626 à Londres et morte le 5 juin 1698 à Ham House, est une aristocrate et une femme politique écossaise. Cette fervente royaliste est élevée dans les cercles de la cour d'Angleterre pendant les années qui précèdent la première révolution anglaise.
Célèbre pour son influence politique et son soutien à Charles II pendant son exil, elle joue un double jeu entre les partisans du roi et Oliver Cromwell. Affiliée à l'organisation royaliste secrète Sealed Knot, elle œuvre secrètement au retour de la monarchie. Elizabeth hérite du titre de comtesse de Dysart en 1655, à la mort de son père, et elle devient duchesse de Lauderdale lors de son remariage avec John Maitland en 1672, ce qui lui permet d'acquérir une position importante au sein de la cour restaurée. 
Elizabeth Maitland profite de la position de son second mari pour s'imposer au sein de la noblesse écossaise et « recevoir d'immenses pots-de-vin » qui procurent au couple de gros revenus. Cet argent est investi notamment dans des travaux d'embellissement et d'agrandissement de sa maison d'enfance, Ham House. Elle est également une mécène, en particulier celle du peintre Peter Lely. Elizabeth Maitland meurt à Hal House à l'âge de 71 ans.

## Biographie

### Enfance et formation
Elizabeth Murray naît le 28 septembre 1626 à St Martin-in-the-Fields. Sa naissance est consignée dans le registre des baptêmes de cette paroisse. D’origine écossaise, elle est l’aînée des cinq filles de William Murray, 1er comte de Dysart,, ami proche et courtisan du roi Charles Ier d’Angleterre, et de Catherine Murray, comtesse de Dysart, fille du colonel Norman Bruce,. Cette année-là, ses parents s'installent à Ham House, près de Richmond sur la Tamise. Elle y passe son enfance,. Son père tient à ce qu'elle reçoive une éducation complète, ce qui est inhabituel pour les femmes de cette époque. Elle apprend les mathématiques, l’histoire, la philosophie et les arts domestiques.

### Guerre civile anglaise, premier mariage avec Sir Tollemache

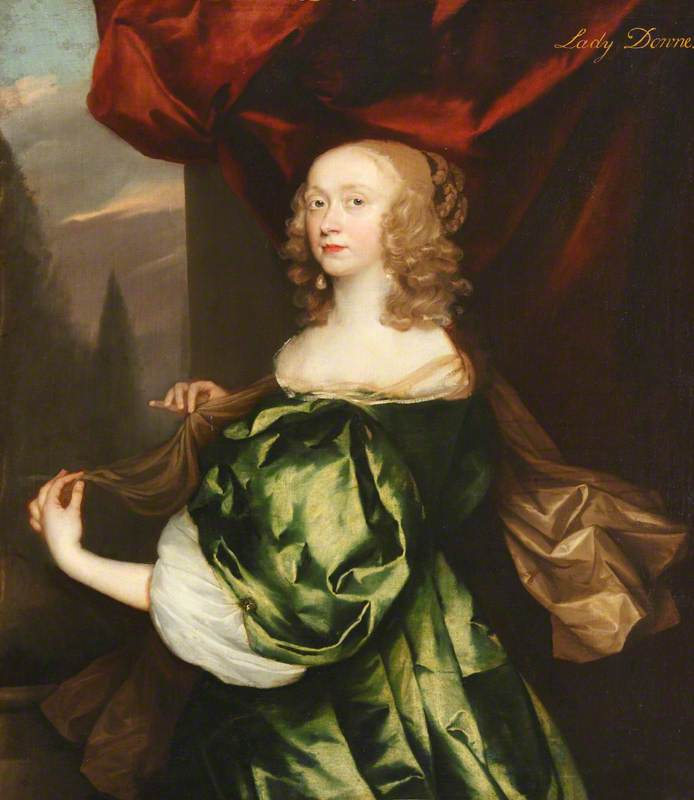
Portrait d'Elizabeth Murray attribué à John Weesop, vers 1641-1652.

Pendant la première révolution anglaise, en 1642, son père, Lord Dysart, est envoyé en Écosse pour assurer la liaison avec les royalistes. Pendant ce temps, leurs opposants au Parlement tentent à plusieurs reprises de mettre Ham House sous séquestre à la fin de la guerre. Ceci renforce les convictions royalistes d'Elizabeth Murray et sa détermination à défendre ses droits. L'hiver 1644-1645, sa mère se rend avec ses filles à la cour d'Oxford, pour leur enseigner l'étiquette. À l'issue de la recherche d'un bon parti, Elizabeth Murray épouse, en 1648, Lionel Tollemache, 3e baronnet, un riche propriétaire terrien qui n'a pas été impliqué dans la guerre civile,. Au début de leur mariage, Sir Lionel Tollemache et Lady Dysart vivent à Fakenham Magna dans le Suffolk, une campagne boisée proche du domaine familial de Helmingham Hall de Sir Tollemache et éloignée de la plupart des bouleversements de la guerre. Ils ont onze enfants,, dont seuls cinq survivent :
- Lionel Tollemache, 3e comte de Dysart, fils aîné, hérite du comté de Dysart à la mort de sa mère en 1698 ;
- Thomas Tollemache, major général, et membre du parlement britannique, tout comme son frère aîné[5] ;
- Elizabeth Tollemache (1659-1735) qui épouse Archibald Campbell, 1er duc d'Argyll[12] ;
- William Tollemache (1661-1694), capitaine dans la Royal Navy ;
- Catherine Tollemache qui épouse James Stewart, Lord Doune, puis John Gordon, 16e comte de Sutherland.

Après la mort de sa mère en 1649, Elizabeth Tollemache s'installe fréquemment à Ham House. Elle rencontre et reçoit régulièrement le parlementaire Oliver Cromwell, qui tombe sous son charme, probablement lorsque le quartier général de son armée s'installe dans la ville voisine de Kingston upon Thames à l'été 1647. Selon Gilbert Burnet qui la rencontre plus tard, elle fait croire à John Maitland, le comte royaliste de Lauderdale, qu'elle plaide sa cause avec succès auprès de Cromwell, après sa capture à la bataille de Worcester.

### Activités secrètes royalistes
La relation d'Elizabeth Tollemache avec Cromwell, nommé lord-protecteur en 1653, sert de couverture à ses propres activités royalistes. À partir de 1653, elle est affiliée à l'organisation royaliste secrète Sealed Knot. Elle entretient une correspondance avec des partisans exilés de Charles II, lui-même exilé, et se rend souvent en Europe pour transmettre des lettres au roi,. Elle se rend également à Paris où sa famille possède une propriété et où l'une de ses filles reçoit son éducation, ceci malgré ses grossesses fréquentes et la surveillance étroite du Protectorate. Son dévouement à la cause l'amène à mettre au point un type d'encre invisible à utiliser pour la correspondance secrète.

### Comtesse de Dysart et Lady Huntingtower
À la mort de son père en 1655, Elizabeth Tollemache hérite de ses titres, devenant comtesse de Dysart et Lady Huntingtower à part entière. Quelques années plus tard, elle écrit à son parent Sir Robert Moray pour qu'il l'aide à retracer sa lignée familiale afin de compléter l'établissement de ses armoiries. Le résultat de cette généalogie lui permet de remonter jusqu'au roi Jacques II d’Écosse.
En 1660, lorsque Charles II est couronné, il récompense Elizabeth Tollemache en lui accordant une pension annuelle de 800 livres. Son mari et elle se voient également accorder la propriété perpétuelle de 75 acres entourant Ham House en reconnaissance du « service rendu par le défunt comte de Dysart et sa fille ». Ses ennemis l'accusent de sorcellerie en raison de son influence politique et elle fait l'objet d'accusations non fondées d'avoir eu une liaison avec Cromwell. Son titre de comtesse de Dysart est garanti par l'octroi de nouvelles lettres patentes le 5 décembre 1670, qui réaffirment également la possibilité pour les héritières d'hériter du titre en l'absence d'héritier mâle.

### Second mariage avec John Maitland, duc de Lauderdale
En 1669, son mari Lionel Tollemache se fait soigner en France et meurt à Paris. Elizabeth Tollemache devient l'unique propriétaire de Ham House, ainsi que d'autres propriétés dont Framsden Hall dans le Suffolk. Peu après la mort de son mari, elle devient la maîtresse de John Maitland, 2e comte de Lauderdale, noble et homme politique écossais et elle prend un grand ascendant sur lui selon Burnet. Elle est impliquée dans les intrigues et les luttes de pouvoir de la cour pour la Restauration Stuart grâce à l'influence qu'elle exerce sur lui, ainsi que sur d'autres aristocrates écossais tels que William Douglas-Hamilton, duc de Hamilton. Burnet n'apprécie pas Elizabeth Tollemache. Il la décrit cependant comme ayant une grande vivacité d'esprit, de la beauté, de l'intelligence et de la culture car elle connait l'histoire, les mathématiques et la philosophie.
Le 17 février 1672, John Maitland épouse Elizabeth Tollemache, six semaines après la mort de sa première épouse Anne Home,,. Il reçoit un duché en mai 1672, ce qui fait de sa femme la duchesse de Lauderdale. Membre du ministère de la Cabale de Charles II, il est nommé à la fois secrétaire d'État et haut-commissaire pour l'Écosse. Un mois après leur mariage, le couple se rend en Écosse pour l'ouverture du Parlement écossais où, au mépris de la tradition, Elizabeth Maitland décide d'accompagner son mari. Son insistance à vouloir des chaises pour elle-même et ses dames d'honneur est source de commentaires et de condamnations. Elizabeth Maitland est connue pour son influence, sa richesse et son extravagance. Elle se sert de la position de son mari, déjà connu pour sa rapacité. Elizabeth Jenkins indique qu'elle vend des nominations que son mari a le pouvoir de promulguer « et a reçu d'immenses pots-de-vin des fonctionnaires écossais pour s'assurer qu'ils seraient autorisés à prélever des impôts illégaux ». Elle cite également le pamphlet « An Impeachment of the Duke and Duchess of Lauderdale by the City of Edinburgh adressé au roi, qui montre que la duchesse était créditée d'un rôle aussi actif que celui de son mari dans le système d'extorsion. »,. Rosalind Marshall indique dans sa biographie qu'« au fil du temps, les plaintes concernant la cupidité d'Elizabeth et la corruption du régime de Lauderdale en Écosse se sont multipliées ».

### Travaux à Ham House

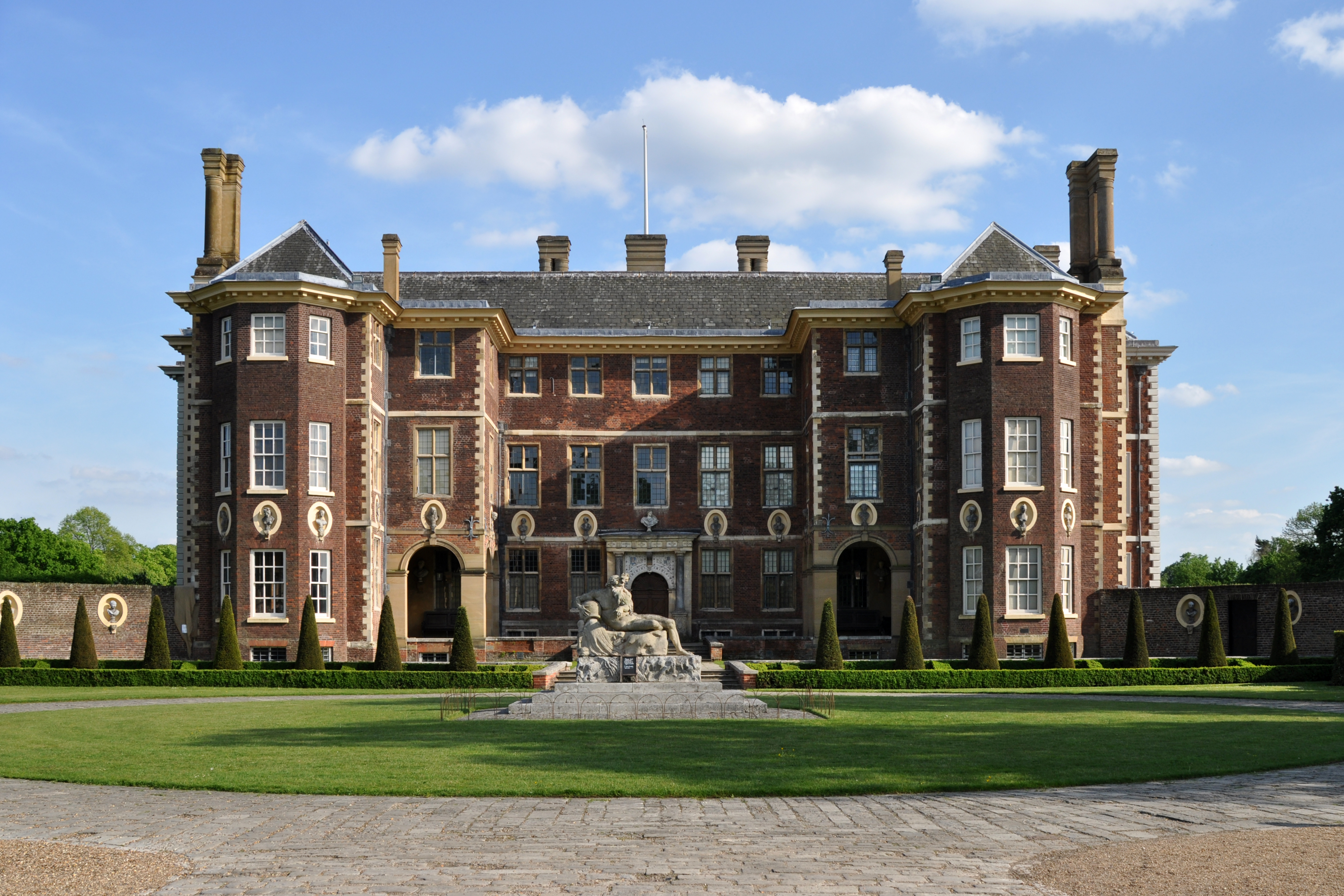
Ham House, maison historique des Maitland, en 2016.

En janvier 1671, Elizabeth Tollemache consulte son cousin, l'architecte écossais Sir William Bruce, pour lui demander de concevoir une nouvelle porte d'entrée sur le parvis de Ham House en vue d'une visite de Charles II et de son épouse, la reine Catherine de Bragance prévue en 1673. Cette visite royale n'a cependant jamais lieu.
En 1673, avec son mari John Maitland, la duchesse de Lauderdale investit une grande partie des fonds récoltés grâce à son trafic d'influence pour engager une série de travaux à Ham House, agrandir et moderniser la propriété selon le style le plus récent de l'époque,,. Le remaniement de la façade sud de la maison permet la création d'un ensemble de chambres royales au premier étage ainsi que d'appartements séparés pour le duc et la duchesse au rez-de-chaussée. Peu après l'achèvement des appartements, Elizabeth Maitland fait aménager une salle de bain au sous-sol de la maison, ce qui témoigne de l'attention qu'elle porte à l'hygiène. Les efforts déployés pour moderniser la maison, la décorer de matériaux raffinés et la doter d'un mobilier et d'œuvres d'art luxueux sont une marque de leur pouvoir et de leur fortune. Les jardins sont également redessinés.

### Dernières années

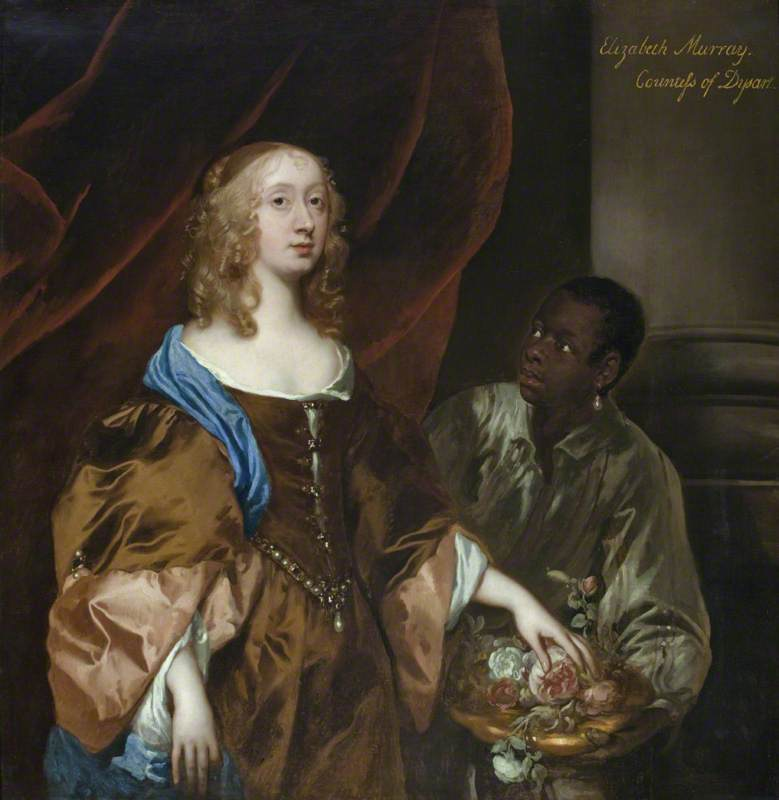
Portrait d'Elizabeth Murray, par Peter Lely, 1651.

Au début de 1680, Elizabeth Maitland subit une grave crise de goutte qui affecte sa santé jusqu'à la fin de sa vie. La même année, la santé de John Maitland se détériore également après qu'il a subi une attaque d'apoplexie ainsi que des épisodes de scorbut et de calculs vésicaux. Il démissionne de ses fonctions gouvernementales en septembre, et sa femme le soigne alors à Ham House. La mort de Maitland en avril 1682 précipite l'action en justice du frère du défunt, Charles Maitland (3e comte de Lauderdale), au sujet de ses dettes et des frais funéraires. Celui-ci insiste pour organiser un enterrement ostentatoire pour son frère et envoie ensuite la facture à Elizabeth Maitland, ce qui déclenche un conflit entre eux, qui persiste dans la décennie suivante.
Avant sa mort, le duc de Lauderdale a hypothéqué Ham House pour financer la rénovation de ses propriétés écossaises, en particulier le château de Thirlestane. Celles-ci reviennent désormais à Charles Maitland par testament du défunt duc, tandis que Ham House est restituée à Elizabeth Maitland. La duchesse vend certains de ses bijoux ainsi qu'une partie de la collection de livres du défunt duc pour couvrir les intérêts sur les hypothèques. Malgré les efforts du fils de Charles Maitland et même de Jacques II, le litige persiste jusqu'à ce qu'il soit réglé par les tribunaux écossais en juin 1688 : le jugement exige de Charles Maitland qu'il couvre les dettes, tout en attribuant à Elizabeth la responsabilité des frais funéraires.
Elizabeth souffre de la goutte, ce qui limite sa mobilité jusqu'à ce qu'elle soit confinée au rez-de-chaussée de Ham House. Malgré cela, elle entretient une correspondance soutenue avec ses amis et sa famille, car elle continue à s'intéresser à l'actualité de la Cour. En 1694, elle perd ses fils Thomas et William Tollemache.
Elizabeth Maitland meurt le 5 juin 1698. Elle est enterrée dans le caveau de la famille Murray situé sous le chœur de l’église Saint-Pierre de Petersham, près de la maison familiale de Ham House,. Son fils Lionel Tollemache, 3e comte de Dysart lui succède.

## Représentations

### Littérature
Elizabeth Murray est décrite dans la littérature populaire dans le livre de Doreen Cripps, Elizabeth of the Sealed Knot (1975), basé sur des archives de la famille Tollemache, son premier mari.

### Peinture

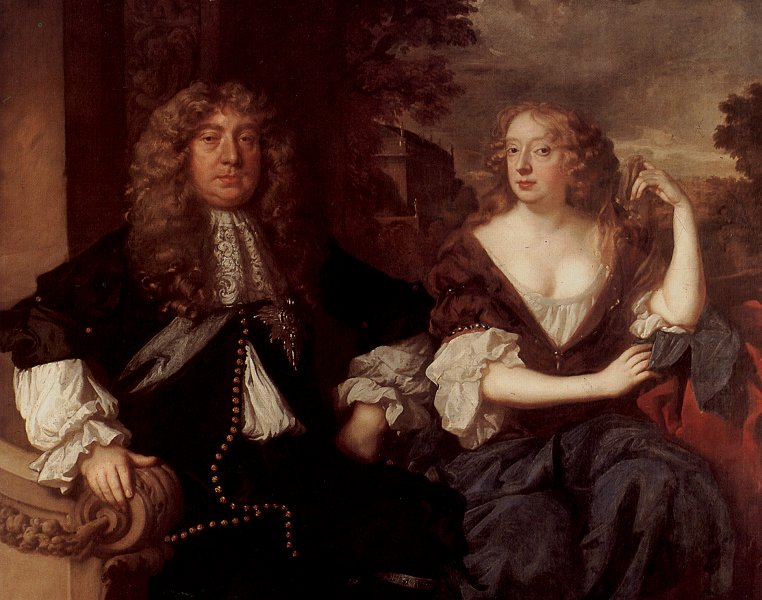
Portrait du duc et de la duchesse de Lauderdale, par Peter Lely.

Plusieurs portraits d'Elizabeth Maitland ont été peints tout au long de sa vie par différents artistes, dont Peter Lely, John Weesop (attribution),, Joan Carlile et Benedetto Gennari. Les tableaux suivants, peints par Peter Lely et Joan Carlile, sont exposés à Ham House :
- Elizabeth Murray, Countess of Dysart and Duchess of Lauderdale (1626-1698), Peter Lely, 1648-1649[59] ;
- Elizabeth Murray, Lady Tollemache, later Countess of Dysart and Duchess of Lauderdale (1626-1698) with a Black Servant, Peter Lely, 1651[60] ;
- John Maitland, Duke of Lauderdale (1616-1682) and Elizabeth Murray, Countess of Dysart and Duchess of Lauderdale (1626-1698), 1675[61], Peter Lely, vers 1675, présenté ci-contre.

Sur le premier tableau de Lely datant de 1648, Elizabeth Murray est représentée portant une robe de satin bleue et un collier de perles, dans une attitude gracieuse, signes ostentatoires de richesse et de classe sociale élevée à l'époque. Sa peau est très pâle, signe de beauté — Sir Thomas Knyvett la compare à un « joyau » —, par contre ses cheveux d'un roux profond sont vus comme le seul aspect négatif de son physique, ce qu'il déplore,. Le second portrait qu'en fait Lely date de 1651. Elizabeth Tollemache est maintenant une femme mariée, elle est vêtue en accord avec le luxe et la dernière mode et porte de nombreux bijoux. Elle est accompagnée d'un servant noir de peau, summum du prestige social à son époque. John Weesop la représente plus âgée, vers 1647-1669, également vêtue d'une robe de satin, mais ses cheveux sont blonds. Dans le dernier portrait de Lely, en 1675, elle est en compagnie de son second mari, le duc de Lauderdale. Celui-ci est mis en avant et porte sa décoration du très prestigieux ordre de la Jarretière, alors qu'Elizabeth est montrée portant une simple tenue d’intérieur.

## Témoignage de l'architecture et des arts duXVIIesiècle

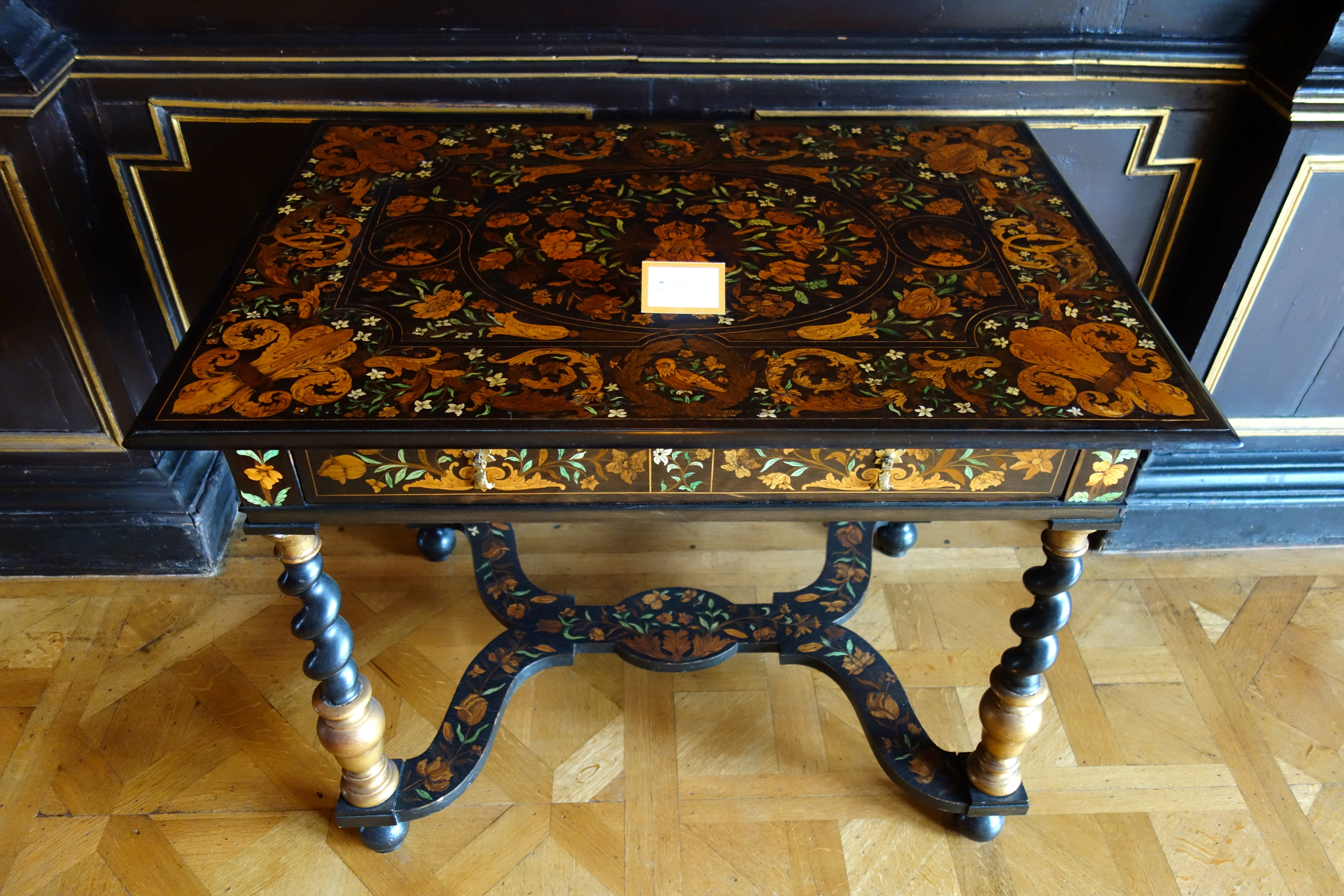
Marqueterie attribuée à Gerrit Jensen, Ham House.

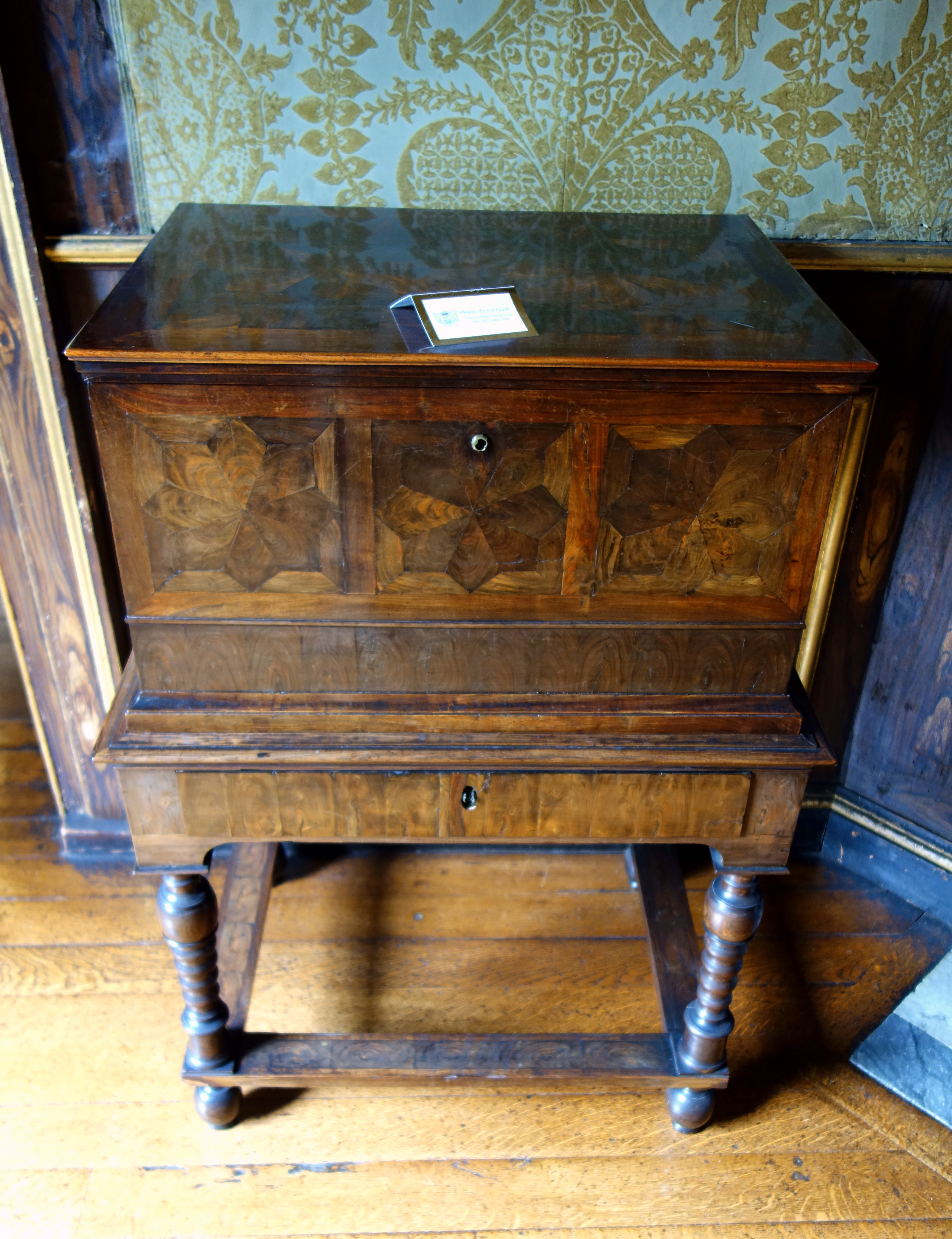
Meuble attribué à Gerrit Jensen, c. 1675, Ham House.

En 1948, Sir Lyonel Tollemache offre Ham House au National Trust. La demeure devient un musée. Dans la partie historique présentée sur son site internet, National Trust indique que Ham House, ayant subi peu de modifications entre 1740 et 1890, est, après trois siècles, l'un des rares exemples de demeure luxueuse, témoin du goût artistique du XVIIe siècle.
Elizabeth Maitland transforme totalement Ham House, sa maison d'enfance. Elle aime éblouir ses visiteurs, qu'il s'agisse d'aristocrates, de personnalités politiques ou même du roi Charles II et de Catherine de Bragance (leur visite n'aura cependant pas lieu). La structure du bâtiment est agrandie et remaniée sur les conseils de William Bruce ; l'entrée intérieure est inspirée de celle du château de Vaux-le-Vicomte. 
Elizabeth Maitland fait appel aux artisans d'Europe entière pour décorer la maison. Elle commande des tentures bleues damassées, des soieries, des parquets en cèdre marquetés, des sols en marbre marquetés,. Pour le décor, elle fait peindre un plafond par Antonio Verrio, accrocher des peintures de ports européens du Néerlandais Thomas Wyck et quatre marines signées de Willem van de Velde le Jeune. Quant au mobilier, sont installés de luxueux cabinets marquetés, dont certains sont attribués à Gerrit Jensen, ébéniste à la cour d'Angleterre spécialisé dans les meubles de style Louis XIV. Le lit destiné à la reine, commandé au Portugal, est installé derrière une balustrade, à la mode française.
En 1678, John Evelyn écrit que Ham House est « meublée comme la demeure d'un prince » et que les jardins, avec leurs avenues, bosquets, orangeries, statues et fontaines sont « surprenants ».

#### Ouvrages et articles
- (en) Oxford Dictionary of National Biography, « Rosalind K. Marshall : Murray [married names Tollemache, Maitland], Elizabeth, duchess of Lauderdale and suo jure countess of Dysart (bap. 1626, d. 1698), noblewoman », sur Oxford Dictionary of National Biography, 23 septembre 2004 (DOI 10.1093/ref:odnb/19601, consulté le 4 mai 2024).
- (en) Nadine Akkerman, Invisible agents : women and espionage in Seventeenth-Century Britain, Oxford, Oxford University Press, 2018, 264 p. (ISBN 978-0-19-882301-8, SUDOC 236761382).
- (en) Rosemary Baird, Restoration Drama Elizabeth Murray Countess of Dysart and Duchess of Lauderdale dans Mistress of the house : great ladies and grand houses, 1670-1830, Londres, Weidenfeld & Nicolson, 2003, 320 p. (ISBN 978-0-297-83078-8, lire en ligne), p. 83-99.
- (en) James Balfour, The Scots peerage ; founded on Wood's edition of Sir Robert Douglas's peerage of Scotland ; containing an historical and genealogical account of the nobility of that kingdom, Edinburgh, D. Douglas via Internet Archive, 1904-1914 (OCLC 470692969, lire en ligne).
- (en) Doreen Cripps, Elizabeth of the sealed knot : a biography of Elizabeth Murray, Countess of Dysart, Roundwood Press, 1975 (ISBN 978-0-900093-43-2, lire en ligne).
- (en) John G. Dunbar, « The Building-activities of the Duke and Duchess of Lauderdale, 1670-82 », Archaeological journal / the Royal Archaeological Institute of Great Britain and Ireland., no 132,‎ 1975 (ISSN 0066-5983, OCLC 888107566).
- (en) John Dunn et George Earl of Aberdeen, Letters illustrative of public affairs in Scotland addressed by contemporary statesmen to George, Earl of Aberdeen, Lord High Chancellor of Scotland, 1681-1684, coll. « The Spalding Club », 1851 (OCLC 758697755).
- (en) Ralph Edwards et Peter Ward-Jackson, Ham House A Guide, Her Majesty's Stationery Office (HMSO), 1959, 68 p. (lire en ligne).
- (en) Harry Graham, Elizabeth, Duchess of Lauderdale (d. 1698) dans A group of Scottish women, London, Methuen & Co, 1908, 343 p. (OCLC 2132526).
- (en) Elizabeth Jenkins, The Duchess of Lauderdale dans Ten fascinating women, New York, Coward-McCann, 1968 (lire en ligne), p. 175-187.
- (en) Evelyn Pritchard, Ham House and its owners through five centuries, 1610-2006, Richmond, Richmond Local History Society, 2007, 78 p. (ISBN 9781955071727).
- (en) Christopher Rowell, Ham House : 400 years of collecting and patronage, New Haven, Conn., Yale University Press, 2013, 536 p. (ISBN 978-0-300-18540-9).
- (en) Christopher Rowell, « Elizabeth Murray, countess of Dysart and duchess of Lauderdale (1626-1698), as a collector and patron », Women patrons and collectors,‎ 2012 (OCLC 888806166, lire en ligne).
- (en) Anita Seymour, Royalist Rebel, Pen and Sword, 2022 (ISBN 9781783035731 et 1783035730, OCLC 1296664659).
- (en) Michael I. Wilson, Mistress of Ham : Elizabeth Maitland, Duchess of Lauderdale, 1626-1698, Harrow, Barbon Books, 2018, 192 p. (ISBN 9780993542916).
- (en) Margaret Woodhouse, National Trust (Great Britain), The duchess throws a party, coll. « Living in the past », 1992 (ISBN 9780707801544 et 0707801540, OCLC 59902452).
- (en) National Trust UK, « The history of Ham House », sur National Trust UK (consulté le 31 janvier 2025).

#### Généalogie, archives
- (en) The Scots peerage ; founded on Wood's edition of Sir Robert Douglas's peerage of Scotland; containing an historical and genealogical account of the nobility of that kingdom, Edinburgh, D. Douglas, 1904 (lire en ligne), p. 403-404.
- (en) « Elizabeth Murray, Countess of Dysart », sur The Peerage, 3 novembre 2016 (consulté le 15 juin 2024).
- (en) John Maitland Lauderdale, Elizabeth Murray Maitland Lauderdale, Charles Maitland Hatton, John Dowden, James Sharp, Thirty-four letters, written to James Sharp, archbp. of St. Andrews : by the Duke and Duchess of Lauderdale and by Charles Maitland, Lord Hatton, 1660-77, Edimbourg, 1893 (OCLC 56027541).
- (en) Edinburgh (Scotland), The Impeachment of the Duke and Duchess of Lauderdale : with their brother, My Lord Hatton : presented to His Majesty by the City, 1676 ?, 4 p. (OCLC 624751036).

#### Fiction
- (en) Hilton Tims, All the pride of power, an historical novel, Londres, Macdonald, 1973, 225 p. (OCLC 1294416).